# Пер-Улоф Естранд
Пер-Улоф Естранд (швед. Per-Olof Östrand, 13 червня 1930 — 26 жовтня 1980) — шведський плавець.
Призер Олімпійських Ігор 1952 року, учасник 1948, 1956 років.
Чемпіон Європи з водних видів спорту 1947, 1950 років, призер 1954 року.